# Цонгду
Цонгду (дзонг-кэ འབྲུག་གིརྒྱལ་ཡོངས་ཚོགས་འདུ་ཆེན་པོ་, англ. Tshogdu; Bhutanese Grand National Assembly), Великая Национальная ассамблея — однопалатный законодательный орган Бутана, учреждённый королевским указом от 1953 года и действовавший до 31 июля 2007 года. В его состав входили 150 депутатов со сроком полномочий — 3 года. 7 июля 1998 года ассамблея была наделена дополнительными полномочиями, в частности, правом смещать монарха, при наличии большинства в две трети голосов. Последним президентом Цонгду был дашо Уген Дордже, а Генеральным секретарём — Нима Церинг.

## Состав
Первоначально[До какого времени?] Цонгду состояло из выборных представителей городов, представителей религиозных общин, а также членов, назначаемых королём. На момент его распада, членами Цонгду были 4 женщины и 146 мужчин.
Структура Цонгду
| Способ избрания                       | Количество мест |
| ------------------------------------- | --------------- |
| Члены, избираемые в городских округах | 106             |
| Члены, назначаемые королём            | 10              |
| Представители религиозных общин       | 10              |
| Члены, назначаемые правительством     | 24              |
| Общее количество                      | 150             |

По другим данным, Национальная ассамблея Бутана состояла из 105 депутатов, представляющих сельских избирателей; 10 депутатов от религиозных учреждений и 35 депутатов, назначаемых монархом «для представления государственных и других светских интересов».